# Jared L. Brush
Jared Lamar Brush, född 1837 i Clermont County i Ohio, död 24 april 1913 i Greeley i Colorado, var en amerikansk republikansk politiker. Han var Colorados viceguvernör 1895–1899 under guvernörerna Albert McIntire och Alva Adams.
Brush efterträdde 1895 David H. Nichols som Colorados viceguvernör och efterträddes 1899 av Francis Patrick Carney. Brush avled 1913 och gravsattes på Linn Grove Cemetery i Greeley. Staden Brush har fått sitt namn efter Jared L. Brush.